# 認定死亡
認定死亡（にんていしぼう、Legal death）とは、事故や災害などで死亡した蓋然性が極めて高いが、死体が確認できない場合に、取調官公署が死亡を認定し、これを受けて戸籍に死亡の記載がなされる制度。戸籍法89条の手続に基づく公法上の制度である。私法上の類似の制度に民法の失踪宣告がある。

## 要件
認定死亡制度の根拠は戸籍法89条となっている。
ただし戸籍法には実体的な規定はなく、死亡を認定するかどうかは取調官公署などの行政当局の判断によるが、常に消息を絶ち生死不明というだけでは足りず四囲の状況から死亡したと認められることが必要とされている。
海上事故については海上保安庁が「死亡認定事務取扱規程」を定めており、行方不明者の親族から死亡認定の願出があること、四囲の状況も考慮するとその行方不明者が生存しているとは考えられないものであること、海難発生の時から3か月以上を経過したものであることなどが要件になっている。
取調官公署の報告には死亡の年月日時分及び場所等の記載が必要とされている（戸籍法91条）。
2011年3月11日に発生した東日本大震災における行方不明者についても、死亡届に申出人の申述書等を添付し、これらの書面によって死亡が認定された場合、死亡届が受理された。

## 効果
認定死亡により戸籍に記載があった場合、少なくとも反証のない限りその人は死亡したものとして扱われる。具体的には、死亡者の婚姻は解消され、相続が開始されるといった効果を生じる。
ただし、失踪宣告の規定の類推適用の有無など、認定死亡による死亡の私法上の効果に関して学説上争いがある。
民法学では認定死亡は戸籍上の記載によって死亡の推定的効力が生じるにすぎず、その効果に失踪宣告のような死亡擬制の効果はないとしている（失踪宣告の場合は単なる推定ではないため反証があっても正式な取消しの手続がない限り死亡しているものとして扱われる）。なお、認定死亡による戸籍上の記載が誤りだった場合に関しては、公の報告を信頼した利害関係者のために、失踪宣告の取消しの場合の規定を準用して保護すべきという見解もある。